# Trebons (Alta Garona)
Trebons (francès Trébons-sur-la-Grasse) és un municipi del departament francès de l'Alta Garona, a la regió d'Occitània.